# هاکی روی چمن در المپیک تابستانی ۱۹۷۶

المپیک تابستانی در مونترال ۱۹۷۶

هاکی روی چمن در بازی‌های المپیک تابستانی ۱۹۷۶ نام رویداد ورزش هاکی روی چمن در بازی‌های المپیک تابستانی بود که در سال ۱۹۷۶ برگزار شد.

## رتبه بندی نهایی
1. نیوزیلند
2. استرالیا
3. پاکستان
4. هلند
5. آلمان غربی
6. اسپانیا
7. هند
8. مالزی
9. بلژیک
10. کانادا
11. آرژانتین